# Фи Козерога
Фи Козерога (φ Cap, φ Capricorni) — звезда в созвездии  Козерога. φ Козерога является оранжевым ярким гигантом спектрального класса K, видимая звёздная величина равна +5,17. Находится на расстоянии около 690 световых лет от Солнца.

## Китайское название
В китайском языке название 十二國 (Shíer Guó, Двенадцать государств) относится к астеризму, представляющему царства в Китае периода Чуньцю и периода Сражающихся царств и состоящему из звёзд  ζ Козерога, φ Козерога, ι Козерога, 38 Козерога, 35 Козерога, 36 Козерога, χ Козерога, θ Козерога, 30 Козерога, 33 Козерога, 19 Козерога, 26 Козерога, 27 Козерога, 20 Козерога, η Козерога и 21 Козерога. φ Козерога представляет собой образ царства Чу  (楚).
Р.Х. Аллен утверждает, что φ Козерога вместе с χ Козерога представляют образ царства Вэй (魏).